# Badis chittagongis
Badis chittagongis (читтагонзький бадіс) — тропічний прісноводний вид риб з родини бадієвих (Badidae). Водиться в гірських потоках області Читтагонг на південному сході Бангладеш.
Від гір Читтагонг і отримав свою назву. Інформації про цей вид дуже мало.

## Опис
Стандартна (без хвостового плавця) довжина самців до 3,5 см, самок — до 2,8 см. Висота тіла становить 29,8-34,0 % стандартної довжини.
Спинний плавець має 16-18 твердих і 9-11 м'яких променів, анальний 6-9 м'яких. Хребців: 28-29.,
Основне забарвлення тіла світло-коричневе. Помітна темна пляма розташована над грудним плавцем. Горизонтальний ряд з темних плям проходить серединою спинного плавця.